# Behningia
Behningia is een geslacht van haften (Ephemeroptera) uit de familie Behningiidae.

## Soorten
Het geslacht Behningia omvat de volgende soorten:
- Behningia baei
- Behningia tschernovae
- Behningia ulmeri